# Sōma Saitō
Sōma Saitō (斉藤 壮馬 Saitō Sōma?,  Prefectura de Yamanashi, Japón, 22 de abril de 1991) es un seiyū y cantante japonés, afiliado a 81 Produce. En 2015, Saitō ganó el premio a "Mejor actor nuevo" en la novena edición de los Seiyū Awards, junto con sus colegas Natsuki Hanae y Ryōta Ōsaka. En 2017, Saitō debutó como cantante bajo la discográfica Sacra Music.

## Biografía
Saitō nació el 22 de abril de 1991 en la prefectura de Yamanashi. Es el mayor de tres hermanos, con dos hermanas menores. Comenzó a querer convertirse en actor de voz en la escuela secundaria, inspirado por el papel de Akira Ishida como Koyemshi en la serie de anime Bokurano. 
Antes de eso, quería ser músico o novelista. En 2008, Saitō se unió a la segunda audición de 81 Produce. En esa audición, participaron un total de 1035 personas y solo 33 asistieron a la audición final para decidir quién ganaría y se quedaría entrenando con la agencia de talentos. Ganó la audición para la categoría masculina y luego comenzó a tomar clases de actuación de voz en 81 ACTOR'S STUDIO, mientras aún asistía a la escuela secundaria. 
En 2009, Saito ganó el "Premio especial de los jueces" en la competencia de recitación en el 33 ° Festival Cultural Integral Nacional de Escuelas Secundarias. La veterana actriz de doblaje Nobuyo Ōyama fue uno de los jueces presentes en ese momento
Comenzó su carrera como actor de voz en el 2010, interpretando papeles menores en algunos animes y videojuegos. Puso menos énfasis en su carrera como actor de voz durante sus primeros dos años para concentrarse en sus estudios en la Universidad de Waseda.  
Después de graduarse de la universidad en 2014, comenzó a asumir roles más importantes. El primer papel importante que obtuvo a través de una audición fue Tasuku Ryuenji en la serie de anime Future Card Buddyfight. En el mismo año, Saito obtuvo otros papeles importantes como Tadashi Yamaguchi en Haikyū!!, Twelve en Zankyō no Terror y  Tatsumi en Akame ga Kill!.

## Vida personal
El 24 de enero de 2022, Saito dio positivo por COVID-19. 
El 30 de junio de 2023, Saito anunció su matrimonio con una mujer ajena a la industria del entretenimento.

## Filmografía

### Anime
| Año  | Título                                                                       | Papel                                                         |
| ---- | ---------------------------------------------------------------------------- | ------------------------------------------------------------- |
| 2011 | Sengoku Paradise                                                             | Tachibana Muneshige                                           |
| 2011 | Pretty Rhythm: Aurora Dream                                                  | Reportero                                                     |
| 2013 | Inazuma Eleven GO! Galaxy                                                    | Ruslan Kasimov                                                |
| 2013 | Kill la Kill                                                                 | Estudiante One-Star (ep. 4)                                   |
| 2013 | Majestic Prince                                                              | Vessel Piloto #2 (ep 17); Radio Operador                      |
| 2013 | Servant × Service                                                            | Cliente B (ep 11)                                             |
| 2013 | Tokyo Ravens                                                                 | Estudiante                                                    |
| 2013 | Non Non Biyori                                                               | Staff centro de niños perdidos (ep 5)                         |
| 2013 | Pretty Rhythm Rainbow Live                                                   | Empleado de Tienda 1 (eps 9-10); Underling #2 (ep 16)         |
| 2013 | Pokémon: Black & White: Adventure in Unova and Beyond                        | Ciudadano                                                     |
| 2013 | Oregairu                                                                     | Publicista masculino (ep 10-11); Hombre Equipo Blanco (ep 13) |
| 2014 | Akame Ga Kill!                                                               | Tatsumi                                                       |
| 2014 | Aldnoah.Zero                                                                 | Yūtarō Tsumugi                                                |
| 2014 | Kamigami no Asobi                                                            | Estudiante A                                                  |
| 2014 | Zankyō no Terror                                                             | Twelve/Tōji Hisami                                            |
| 2014 | Knights of Sidonia                                                           | Mochikuni Akai; congresista (ep 9)                            |
| 2014 | SoniAni: Super Sonico The Animation                                          | Huésped B (ep 2); Camarógrafo A (ep 9)                        |
| 2014 | Haikyū!!                                                                     | Tadashi Yamaguchi                                             |
| 2014 | No-Rin                                                                       | Estudiante (ep. 3-4)                                          |
| 2014 | Future Card Buddyfight Archivado el 5 de febrero de 2018 en Wayback Machine. | Tasuku Ryūenji                                                |
| 2015 | Saenai Heroine no Sodatekata                                                 | Keiichi Katō                                                  |
| 2015 | Yamada-kun to 7-nin no Majo                                                  | Keigo Shibutani (ep 8)                                        |
| 2015 | Chaos Dragon: Sekiryū Sen'eki                                                | Swallow Cratsvalley                                           |
| 2015 | Rokka no Yūsha                                                               | Adlet Mayer                                                   |
| 2015 | Dungeon ni Deai o Motomeru no wa Machigatteiru Darō ka                       | Hermes                                                        |
| 2015 | Daiya no Ace: Second Season                                                  | Mukai Taiyō                                                   |
| 2015 | Kyōkai no Rinne                                                              | Kain                                                          |
| 2015 | Haikyū!! Second Season                                                       | Tadashi Yamaguchi                                             |
| 2015 | Mahō x Shōnen x Days!!!!                                                     | Yūki                                                          |
| 2015 | Mobile Suit Gundam: Tekketsu no Orphans                                      | Yamagi Gilmerton                                              |
| 2015 | Dance with Devils                                                            | Rem Kaginuki                                                  |
| 2015 | Future Card Buddyfight                                                       | Tasuku Ryūenji                                                |
| 2016 | 91 Days                                                                      | Corteo                                                        |
| 2016 | Arslan Senki: Fūjin Ranbu                                                    | Jimsa                                                         |
| 2016 | Qualidea Code                                                                | Ichiya Suzaku                                                 |
| 2016 | Haruchika                                                                    | Haruta Kamijou                                                |
| 2016 | Haikyū!! Season 3                                                            | Tadashi Yamaguchi                                             |
| 2016 | Divine Gate                                                                  | Aoto                                                          |
| 2016 | Future Card Buddyfight Triple D                                              | Tasuku Ryūenji; Electron Ninja, Shiden                        |
| 2016 | Pokémon XY                                                                   | Asistente                                                     |
| 2016 | El Irregular en el Instituto Mágico                                          | Isori Kei                                                     |
| 2016 | Black Clover: Jump Festa Special                                             | Yuno                                                          |
| 2016 | Yowamushi Pedal                                                              | Motonari Tatebayashi                                          |
| 2016 | Kaitō Joker                                                                  | Shadow                                                        |
| 2016 | Tribe Cool Crew                                                              | Yuzuru Tempoin                                                |
| 2016 | Ajin Season 2                                                                | Takeshi Kotobuki                                              |
| 2017 | Fūka                                                                         | Makoto Mikasa                                                 |
| 2017 | Hand Shakers                                                                 | Tazuna                                                        |
| 2017 | Inazuma Eleven Ares no Tenbin                                                | Hiura Kirina                                                  |
| 2017 | Seikaisuru Kado                                                              | Shun Hanamori                                                 |
| 2017 | Katsugeki: Touken Ranbu                                                      | Tsurumaru Kuninaga                                            |
| 2017 | Touken Ranbu: Hanamaru                                                       | Tsurumaru Kuninaga & Namazuo Toushirou                        |
| 2017 | Zoku: Touken Ranbu Hanamaru                                                  | Tsurumaru Kuninaga & Namazuo Toushirou                        |
| 2017 | Rokudenashi Majutsu Koushi to Akashic Records                                | Glenn Radars                                                  |
| 2017 | Vatican Kiseki Chōsakan                                                      | Lauren Di Luca                                                |
| 2017 | Kyōkai no Rinne 3                                                            | Kain                                                          |
| 2017 | Kino no Tabi -the Beautiful World-                                           | Hermes                                                        |
| 2017 | Future Card Buddyfight X                                                     | Tasuku Ryūenji                                                |
| 2017 | Tsukipro The Animation                                                       | Okui Tsubasa                                                  |
| 2018 | Idolish7                                                                     | Tenn Kujō                                                     |
| 2018 | Captain Tsubasa                                                              | Jun Misugi                                                    |
| 2018 | JoJo's Bizarre Adventure: Golden Wind                                        | Vinegar Doppio                                                |
| 2018 | Banana Fish                                                                  | Lao Yen Tai                                                   |
| 2019 | Ahiru no Sora                                                                | Tokitaka Tokiwa                                               |
| 2019 | Bem                                                                          | Daryl Bryson                                                  |
| 2019 | Case File nº221: Kabukicho                                                   | Fuyuto Kyogoku                                                |
| 2019 | W'z                                                                          | Tazuna Takatsuki                                              |
| 2019 | Ensemble Stars!                                                              | Hinata Aoi, Yuta Aoi                                          |
| 2019 | Star-Myu                                                                     | Ryō Fuyusawa                                                  |
| 2020 | Ikebukuro West Gate Park                                                     | 140 Ryusei                                                    |
| 2020 | Infinite Dendrogram                                                          | Reiji Mukudori/Ray Starling                                   |
| 2020 | Haikyū!! To The Top                                                          | Tadashi Yamaguchi                                             |
| 2020 | Uchitama?! Have you seen my Tama?                                            | Tama Okamoto                                                  |
| 2020 | Number24                                                                     | Madoka Hongō                                                  |
| 2020 | Kitsutsuki Tantei-dokoro                                                     | Isamu Yoshii                                                  |
| 2020 | Yuukoku no Moriarty                                                          | William James Moriarty                                        |
| 2020 | Hypnosis Mic: Division Rap Battle                                            | Gentaro Yumeno                                                |
| 2021 | Bakuten!!                                                                    | Kyōichi Ryūgamori                                             |
| 2021 | Burning Kabaddi                                                              | Hiromoto Utou                                                 |
| 2021 | Skate-Leading☆Stars                                                          | Noa Kuonji                                                    |
| 2021 | Shūmatsu no Valkyrie                                                         | Adán                                                          |
| 2022 | Blue Lock                                                                    | Hyōma Chigiri                                                 |
| 2022 | Orient                                                                       | Kojirō Kanemaki                                               |
| 2022 | Sasaki to Miyano                                                             | Miyano Yoshikazu                                              |
| 2022 | Tokyo 24-ku                                                                  | Kunai                                                         |
| 2022 | Engage Kiss                                                                  | Shu Ogata                                                     |
| 2022 | Akuyaku Reijō Nanode Rasubosu o Katte Mimashita                              | James Charles                                                 |
| 2023 | UniteUp!                                                                     | Lin Ōtsuki                                                    |
| 2023 | Kimetsu no Yaiba: Katanakaji no Sato-hen                                     | Aizetsu                                                       |
| 2023 | Rurouni Kenshin                                                              | Kenshin Himura                                                |
| 2023 | Sugar Apple Fairy Tale                                                       | Gladice                                                       |
| 2024 | Astro Note                                                                   | Takumi Miyasaki                                               |

## Videojuegos
- Touken Ranbu como Tsurumaru Kuninaga & Namazuo Toushirou
- Idolish7 como Tenn Kujo.
- The Cinderella Contract como Yuri
- Dance with Devils como Rem Kaginuki
- Tsukino Paradise como Okui Tsubasa
- Genshin Impact como Chongyun
- Hypnosis Mic como Gentaro Yumeno.
- Ensemble Stars! como Hinata Aoi, Yuta Aoi
- Digimon ReArise como  Kazuma Natsuyagi

## Música
Saito hizo su debut en la música con el lanzamiento de su primer sencillo "Fish Story" (フィッシュストーリー) el 7 de junio de 2017, bajo el sello discográfico Sacra Music.
Posteriormente, anunció el sencillo "Yoake wa Mada/Hikari Tatsu Ame" (夜明けはまだ/ヒカリ断ツ雨), el cual salió a la venta el 6 de septiembre de 2017. La canción "Hikari Tatsu Ame" se utilizó como tema de apertura de la serie de anime Katsugeki: Touken Ranbu.
En 2018 anunció su tercer sencillo titulado "Date" (デート), lanzamiento a partir del cual comenzó a encargarse de la composición de la música y letras de sus propias canciones. El sencillo salió a la venta el 20 de junio de 2018.
Saito lanzó su primer álbum "quantum stranger" el 19 de diciembre de 2018, anunciando posteriormente su primer concierto en vivo "quantum stranger(s)", el cual se llevó a cabo el 24 de febrero de 2019.
El 18 de diciembre de 2019 salió a la venta el primer EP de Saito, el cual lleva por título "my blue vacation" 
Su segundo álbum, "in bloom", tuvo su lanzamiento el 23 de diciembre de 2020, seguido del primer tour nacional de Saito, "We are in bloom!", el cual se llevó a cabo del 17 de abril al 23 de mayo de 2021.

## Libros
- 2018: Kenkou de bunkateki na saitei gendo no seikatsu (健康で文化的な最低限度の生活)[16]